# SN 2008bd
SN 2008bd – supernowa typu Ia odkryta 13 marca 2008 roku w galaktyce M-02-26-42. W momencie odkrycia miała maksymalną jasność 16,70m.